# Списак друштвено-политичких радника СР Црне Горе
Списак истакнутих друштвено-политичких радника СР Црне Горе садржи списак личности које су обаљале државне и партијске фунцкије у Социјалистичкој Републици Црној Гори и Савезу комуниста Црне Горе, односно били — чланови Председништва СР Црне Горе, чланови Председништва ЦК СК Црне Горе, чланови Централног комитета СК Црне Горе, чланови Извршног већа Скупштине СР Црне Горе, посланици Скупштине СР Црне Горе, чланови Савета Републике Црне Горе, чланови Републичке конференције Социјалистичког савеза радног народа Црне Горе, Републичког одбора Савеза удружења бораца Народноослободилачког рата Црне Горе, чланови Републичке конференција Савеза социјалистичке омладине Црне Горе, чланови Републичког већа Савеза синдиката Црне Горе, председници Скупштине општине Титограда, председници Председништва Општинског комитета Савеза комуниста Титограда и др.
1. Филип Бајковић (1910—1985)
2. Рамиз Бамбур (1932—2020)
3. Владо Божовић (1915—2010)
4. Михаило Бебо Брајовић (1927—)
5. Радивоје Брајовић (1935—)
6. Саво Брковић (1906—1991)
7. Жарко Булајић (1922—2009)
8. Момир Булатовић (1956—2019)
9. Мишо Влаховић (1924—2006)
10. Вуко Вукадиновић (1937—1993)
11. Миодраг Вуковић (1955—2022)
12. Велисав Вуксановић (1935—)
13. Ристо Вукчевић (1929—1994)
14. Драго Вучинић (1919—1991)
15. Данило Грбовић (1917—1984)
16. Мухарем Диздаревић (1931—2003)
17. Вуко Драгашевић (1922—)
18. Спасо Дракић (1904—1984)
19. Лазар Ђођић (1936—2016)
20. Веселин Ђурановић (1925—1997)
21. Чедомир Ђурановић (1932—2012)
22. Видоје Жарковић (1927—2000)
23. Живко Жижић (1914—1976)
24. Вељко Зековић (1906—1985)
25. Божина Ивановић (1931—2002)
26. Блажо Јовановић (1907—1976)
27. Лидија Јовановић (1914—2015)
28. Драго Јововић (1923—1996)
29. Саво Јоксимовић (1913—1980)
30. Јово Капичић (1919—2013)
31. Вјера Ковачевић (1921—2003)
32. Никола Ковачевић (1890—1964)
33. Петар Комненић (1895—1957)
34. Радоје Контић (1937—)
35. Бранко Костић (1939—2020)
36. Омер Курпејовић (1929—2013)
37. Милош Лаловић (1921—2001)
38. Божо Љумовић (1896—1986)
39. Марко Матковић (1932—2016)
40. Вељко Милатовић (1921—2004)
41. Вељко Мићуновић (1916—1982)
42. Вукашин Мићуновић (1919—2005)
43. Вукосава Мићуновић (1921—2016)
44. Андрија Мугоша (1910—2006)
45. Добрила Ојданић (1920—1995)
46. Блажо Орландић (1933—2018)
47. Марко Орландић (1930—2019)
48. Мишо Павићевић (1915—1995)
49. Ђоко Пајковић (1917—1980)
50. Милица Пејановић Ђуришић (1959—)
51. Андрија Пејовић (1911—1997)
52. Олга Перовић (1932—2017)
53. Пуниша Перовић (1911—1985)
54. Миљан Радовић (1933—2015)
55. Драган Радоњић (1955—)
56. Милош Рашовић (1893—1988)
57. Сулејман Реџепагић (1928—2005)
58. Владимир Роловић (1916—1971)
59. Слободан Симовић (—2023)
60. Војислав Срзентић (1934—)
61. Миливоје Стијовић (1926—)
62. Драго Стојовић (1920—2020)
63. Владо Стругар (1922—2019)
64. Милутин Тањевић (1928—2011)
65. Стана Томашевић (1921—1983)
66. Аслан Фазлија (1924—1986)
67. Јанко Ћировић (1904—1970)
68. Доброслав Ћулафић (1926—2011)
69. Момчило Цемовић (1928—2001)
70. Комнен Церовић (1916—2000)
71. Ђуро Чагоровић (1904—1987)
72. Мијушко Шибалић (1915—1995)
73. Бранислав Шошкић (1922—2022)
74. Будислав Шошкић (1925—1979)
75. Јефто Шћепановић (1911—1978)